# Dezful
Dezful (Dezh-pol, El puente de Dez) es una ciudad en la provincia de Juzestán al sudoeste de Irán. En 2016 tenía una población estimada de 264 709 habitantes. La estructura antigua más famosa de la ciudad es un puente que data  fechas del año 400 d. C. Se encuentra situada en la orilla izquierda del río Dez, a 143 m de altura sobre el nivel del mar, al pie de los Montes Zagros.